# Jean-François Didier d'Attel de Luttange
Jean-François Didier d'Attel de Luttange (1787-1858) est un intellectuel français, romancier et bibliophile connu pour avoir légué sa collection de près de 3000 ouvrages à la ville de Verdun.

## Biographie
Il est né à Verdun le 3 juin 1787. Son père Louis Alexandre, baron d’Attel de Luttange-Weinsberg et sa mère Christine Suzanne d’Aubermesnil faisaient parti de l'aristocratie de Lorraine. Son père était membre de la Société des Cincinnatti de France pour avoir combattu pour l'indépendance des États-Unis. Après sa formation initiale au collège de Verdun, il poursuit sa scolarité au lycée impérial de Nancy et la termine à l'école militaire de Metz sans toutefois embrasser la fonction militaire pour se consacrer aux lettres et à la musique. 
Ses centres d'intérêt sont multiples. Auteur de plusieurs romans qui révèlent son philhellénisme et son goût pour l'histoire, il s'adonne aussi à l'écriture d'une vingtaine de romances entre 1820 et 1830. Mais il est aussi musicien compositeur, bibliophile, latiniste, numismate, mathématicien et collectionneur d'œuvres d'art en tout genre qui le font entrer dans la Société nationale des antiquaires de France en 1829.
N'ayant pas de descendance, il lègue sa bibliothèque dont des manuscrits médiévaux et ses collections d'antiquités à la ville de Verdun.
Il décède le 6 décembre 1858 à Metz à la suite de problèmes de santé.

## Œuvres

### Romans
- L'épouse ou mystère et fatalité, Paris, 1829, Le Normand père[6]
- Un page de Charles le téméraire, Paris, 1838, F.X. Girard[7]
- L'héroïne d'Orléans, XVe siècle,  Paris, 1844, Librairie de Charpentier[8]

### Romances
- Le Chant du Damoisel,
- La Dame de Rosange, 1821
- Le Diable au manoir, 1824

### Mathématiques
- Détermination du premier point de la quadratrice, Metz, 1842, C. Dieu et V. Maline
- Inscription de l'ennéagone et de quelques autres polygones par la géométrie plane, Metz, 1856, C. Dieu et V. Maline
- Correspondances avec les mathématiciens Olry Terquem et Carl-Friedrich Gauss.